# Stuttgart (Arkansas)
Stuttgart es una ciudad ubicada en el condado de Arkansas en el estado estadounidense de Arkansas. En el Censo de 2010 tenía una población de 9 326 habitantes y una densidad poblacional de 498,72 personas por km².

## Geografía
Stuttgart se encuentra ubicada en las coordenadas 34°29′45″N 91°32′54″O / 34.49583, -91.54833. Según la Oficina del Censo de los Estados Unidos, Stuttgart tiene una superficie total de 18.7 km², de la cual 18.7 km² corresponden a tierra firme y (0%) 0 km² es agua.

## Demografía
Según el censo de 2010, había 9326 personas residiendo en Stuttgart. La densidad de población era de 498,72 hab./km². De los 9326 habitantes, Stuttgart estaba compuesto por el 58.73% blancos, el 36.54% eran afroamericanos, el 0.18% eran amerindios, el 0.74% eran asiáticos, el 0% eran isleños del Pacífico, el 2.41% eran de otras razas y el 1.39% pertenecían a dos o más razas. Del total de la población el 3.53% eran hispanos o latinos de cualquier raza.